# قطعنامه ۹۶۹ شورای امنیت
قطعنامه  ۹۶۹ شورای امنیت سازمان ملل متحد که در تاریخ ۲۱ دسامبر ۱۹۹۴ تصویب شد، سندی بین‌المللی دربارهٔ قبرس است. این قطعنامه طی نشست ۳۴۸۴ام با ۱۵ رای موافق، ۰ مخالف و ۰ ممتنع تصویب شد.